# إم شونغ هوي
إم شونغ هوي مواليد 3 فبراير 1946 في كوريا الشمالية، هو لاعب كرة قدم كوري شمالي كان يلعب في مركز الوسط. مثّل منتخب كوريا الشمالية لكرة القدم. سبق له أن لعب في كأس العالم لكرة القدم مع منتخب بلاده في مونديال عام 1966م.

## المسيرة الاحترافية

### أندية لعب لها
- نادي 25 أبريل

## روابط خارجية
- إم شونغ هوي على موقع الاتحاد الدولي (مؤرشف)  (الإنجليزية)
- إم شونغ هوي على موقع قاعدة بيانات كرة القدم.إي يو (الإنجليزية)
- إم شونغ هوي على موقع ناشيونال فوتبول تيمز (الإنجليزية)
- إم شونغ هوي على موقع Soccerway.com (الإنجليزية)